# Heinrich Vollers
Heinrich Vollers (* 19. Februar 1583 in Berne; † 1656 ebenda) war Hausmann in Schlüte (Bauer), Organist und einer der ersten Chronisten des Oldenburger Landes.

## Leben
Nach der Tötung seines Vaters, des ersten Berner Organisten Gert Vollers (1564–1599) wurde sein Sohn Heinrich bereits als Sechzehnjähriger vom Kirchenrat zu seinem Nachfolger gewählt. Das Orgelspiel hatte er schon gelernt, als er noch Schüler der örtlichen Pfarrschule war. Daneben hatte ihn der Vogt Enke Stadländer in Arithmetik und Geodäsie unterwiesen. Außer der Bewirtschaftung des ererbten Hofes und dem Organistenamt übernahm er bald weitere Aufgaben. Bei der Vermessung des Stedingerlandes ab 1603 ließ er sich als Land- und Feldmesser verpflichten und führte das über 550 Seiten umfassende Protokoll, von dem er auch Abschriften anfertigte. 1609 wurde er zum Kirchenjuraten gewählt und führte jahrzehntelang  die Kirchenrechnungsbücher. 1619 wurde er zum Rechnungsführer für alle Amtsrechnungen der Grafschaft Delmenhorst bestellt und war von 1630 bis 1634 auch als Korn- und Küchenschreiber tätig.
Neben all diesen Aufgaben verfasste Vollers eine fast 1.000 Seiten starke Chronik des Stedingerlandes. Er fertigte weiterhin der mehrere Fassungen dieser Chronik an, darunter eine Kleine Chronik von immerhin 600 Seiten in Niederdeutscher Sprache. Dazu schrieb Vollers auch noch Gedichte und Lieder. Vollers hatte aus zwei Ehen insgesamt 18 Kinder. Zwei seiner Söhne waren Pastoren und drei betätigten sich als Organisten bzw. als Rats- und Stadtmusikanten.
Vollers Schriften befinden sich in der Landesbibliothek Oldenburg, dem Staatsarchiv Oldenburg und zum Teil auch im Archiv der Kirchengemeinde Berne.

## Werke
- Protokollbuch der Stedinger Landvermessung. 1603–1606.
- Beschreibung des gantzen Stedinger Landes. 1609.
- Stedinger Cronica, 1618 (bis 1650 geführt). StAO.
- Kiene Cronica (Kleine Chronik), 1644 (bis 1653 geführt). LBO.
- Kirchenrechnungsbuch Berne. 1609–1623 (darin auch kurze Chronik von Stedingen), Kirchenarchiv Berne.